# イブラーヒーム・アル＝ジャアファリー
イブラーヒーム・アル＝ジャアファリー（アラビア語: إبراهيم الأشيقر الجعفري, Ibrahim al-Eshaiker al-Jaafari、1947年3月25日 - ）は、イラク共和国の政治家。暫定政権副大統領、移行政府首相、また外相を歴任した。
長年フセイン政権に抵抗を続けてきたシーア派に属する。フセイン政権崩壊後のイラク民主化プロセスにおいて、イラク統治評議会議長、イラク暫定政権副大統領（2004年6月～2005年4月）、イラク移行政府首相（2005年4月～2006年4月）を歴任。イラク正式政府の首相就任は実現しなかったものの、現在も自らが立ち上げた新党「国民改革潮流」を率いるイラク政界の重鎮である。日本の報道では「ジャファリ首相」と表記されるのが一般的である。
1947年3月25日、イラク中部のカルバラーの名家に生まれる。モースル大学医学部在学中の1966年にダアワ党へ入党。1980年フセイン政権の大規模なシーア派弾圧に際しイランへ亡命、1989年英国に移住し、ダアワ党ロンドン支部の主要メンバーとして反フセイン活動を続ける。
2003年4月フセイン政権の崩壊を受けイラクに帰国。2003年7月イラク統治評議会の一員に選ばれ、その初の議長となる（議長は輪番の交代制）。
2004年6月イラク暫定政権の副大統領（二人制）の一人に就任。2005年4月に発足したイラク移行政府では首相に任命される。2005年7月閣僚を伴ってイランを訪問し、イラン・イラク戦争以来途絶えていた首脳会談を行って両国間の関係改善を内外にアピールした。2005年12月には来日し、自衛隊による復興支援活動の期間延長を要請。
2006年2月イラク正式政府の発足準備として、イラク議会の最大勢力である統一イラク同盟（シーア派）より首相候補に推されるが、ジャアファリーの首相続投はスンニ派とクルド人政党の反発が大きく、タラバーニー大統領も反対を表明したほか、反米的なサドル派の支持を受けるジャアファリーに対してアメリカが警戒を強めるなど、正式政府の首相選出は難航した。2006年4月ダアワ党の副代表であるマーリキーが代わって首相候補指名を受け、翌5月に就任してイラク正式政府を組閣した。
2014年9月8日、アバーディ内閣の外相に就任。